# Corbin Motors

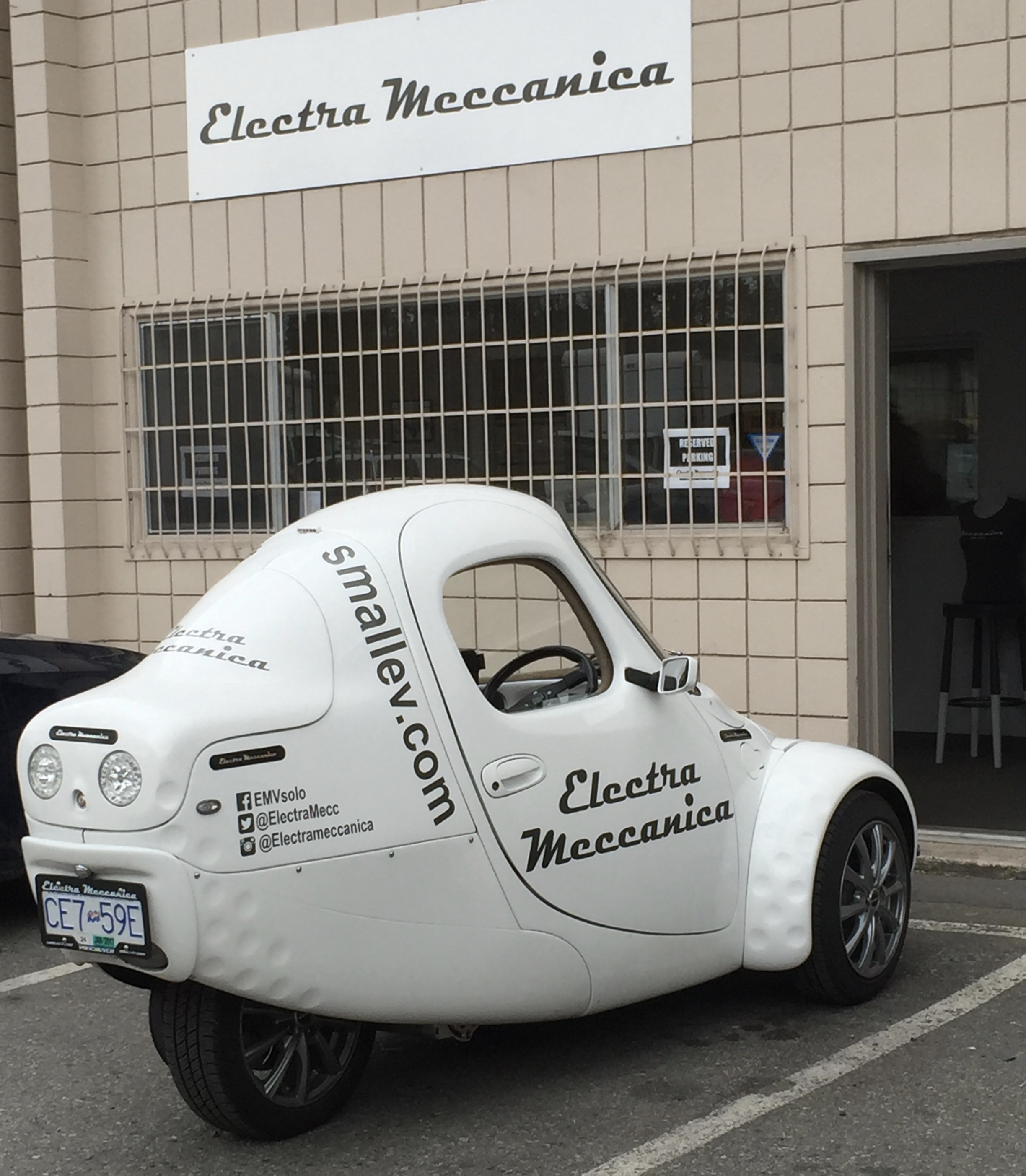
Corbin Sparrow w New Westminster

Corbin Motors – amerykański producent elektrycznych mikrosamochodów z siedzibą w Hollister działający w latach 1999–2006.

## Historia
Przedsiębiorstwo Corbin Motors powstało w pierwszej połowie 1999 roku przez amerykańskiego przedsiębiorcę Mike'a Corbina, który zdecydował się wydzielić filię motoryzacyjną ze struktury swojej motocyklowej firmy Corbin-Pacific Company powstałej 3 lata wcześniej. Miesiąc po inauguracji działalności przedstawiony został autorski projekt elektrycznego mikrosamochodu o nazwie Corbin Sparrow, który trafił do produkcji jeszcze w tym samym roku.
Firma zakładała ambitne plany produkcyjne w odpowiedzi na zainteresowanie klientów elektrycznym mikrosamochodem, jednak nie w ciągu 4 lat od przedstawienia modelu Sparrow była w stanie wyprodukować jedynie 300 egzemplarzy. Nie udało się zrealizować wszystkich zamówień z powodu kłopotów finansowych, przez co klienci, którzy wpłacili depozyty, sądzili się z Corbin Motors. W międzyczasie, w 2002 roku Corbin planowało poszerzyć swoją ofertę o dwa modele o bardziej sportowym charakterze: Merlin Coupe i Merlin Roadster. Historię firmy przerwało bankructwo, które prezes Corbin Motors ogłosił w marcu 2003 roku. Rok później, masę upadłościową kupiła inna amerykańska firma - Myers Motors, kontynuując produkcję Corbina Sparrow pod nową nazwą.

## Modele samochodów

### Historyczne
- Sparrow (1999–2003)

### Studyjne
- Corbin Merlin Coupe (2002)
- Corbin Merlin Roadster (2002)